# George A. Clark Town Hall

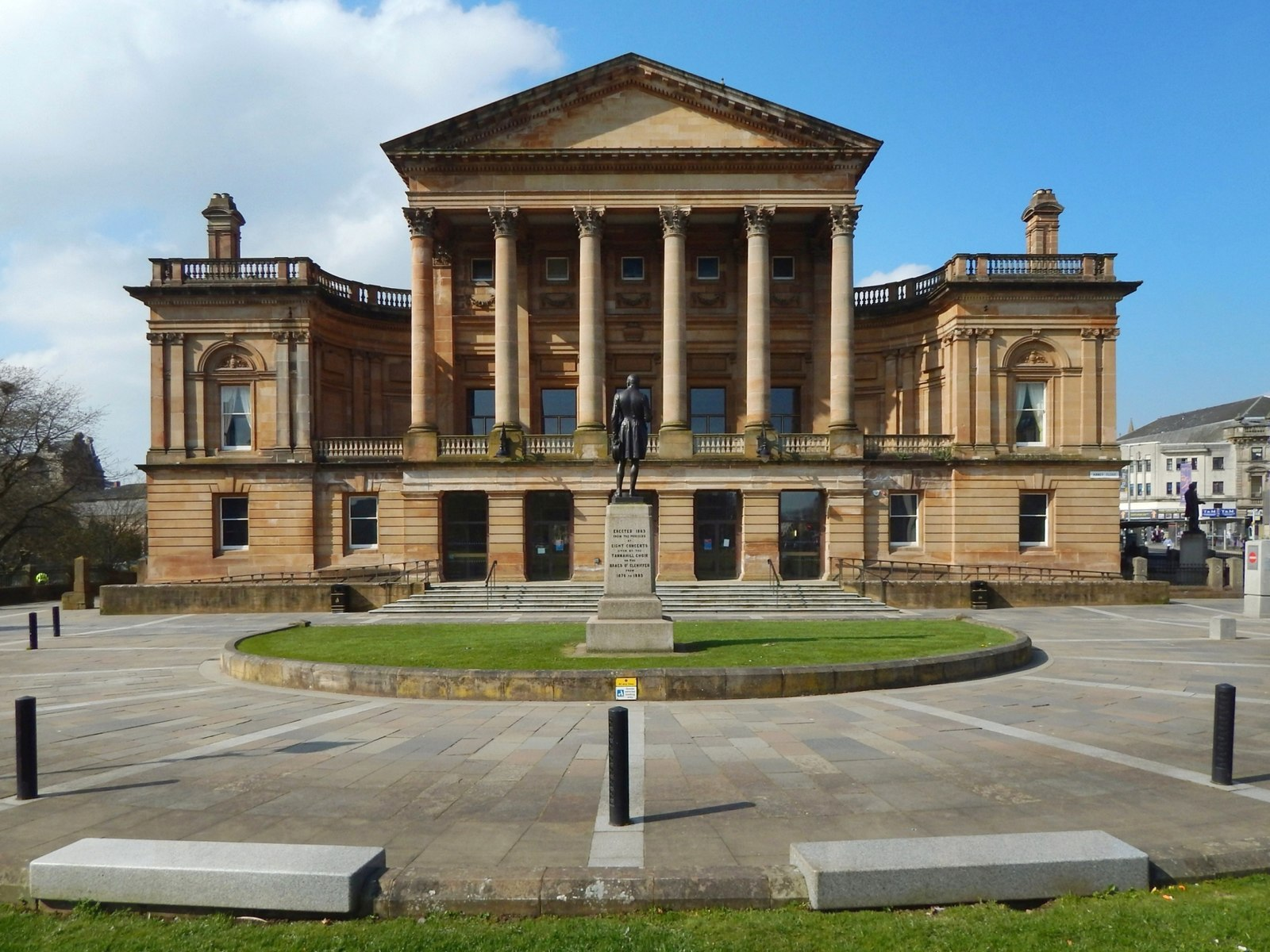
George A. Clark Town Hall

Die George A. Clark Town Hall ist der Verwaltungssitz der schottischen Stadt Paisley in der Council Area Renfrewshire. 1980 wurde das Bauwerk in die schottischen Denkmallisten in die höchste Denkmalkategorie A aufgenommen.

## Beschreibung
Das Gebäude befindet sich am Abbey Close im Stadtzentrum unweit der Paisley Abbey. Entlang der Gebäuderückseite fließt das White Cart Water. Es wurde zwischen 1879 und 1882 nach einem Entwurf des Belfaster Architekten W. H. Lynn erbaut. Die Skulpturen sind Werke des Glasgower Bildhauers James Young. Stilistisch vereint dieses Gebäude mehrere Richtungen. Nach Osten und Norden weisen klassische Tempelfronten mit ionischen oder korinthischen Säulen. An verschiedenen Stellen sind ionische Blendpfeiler verbaut. An der Nordseite ragt ein hoher Glockenturm auf. Dieser ist zunächst schmucklos, wird jedoch auf Höhe der allseitig verbauten Turmuhren detailreicher. Der darübersitzende Raum für das Geläut weist einen oktogonalen Grundriss auf und ist offen gestaltet. Er schließt mit einer geschwungenen Kappe. Ein zweiter, kleinerer Turm weist Ähnlichkeiten mit dem ersten auf.